# Пондар

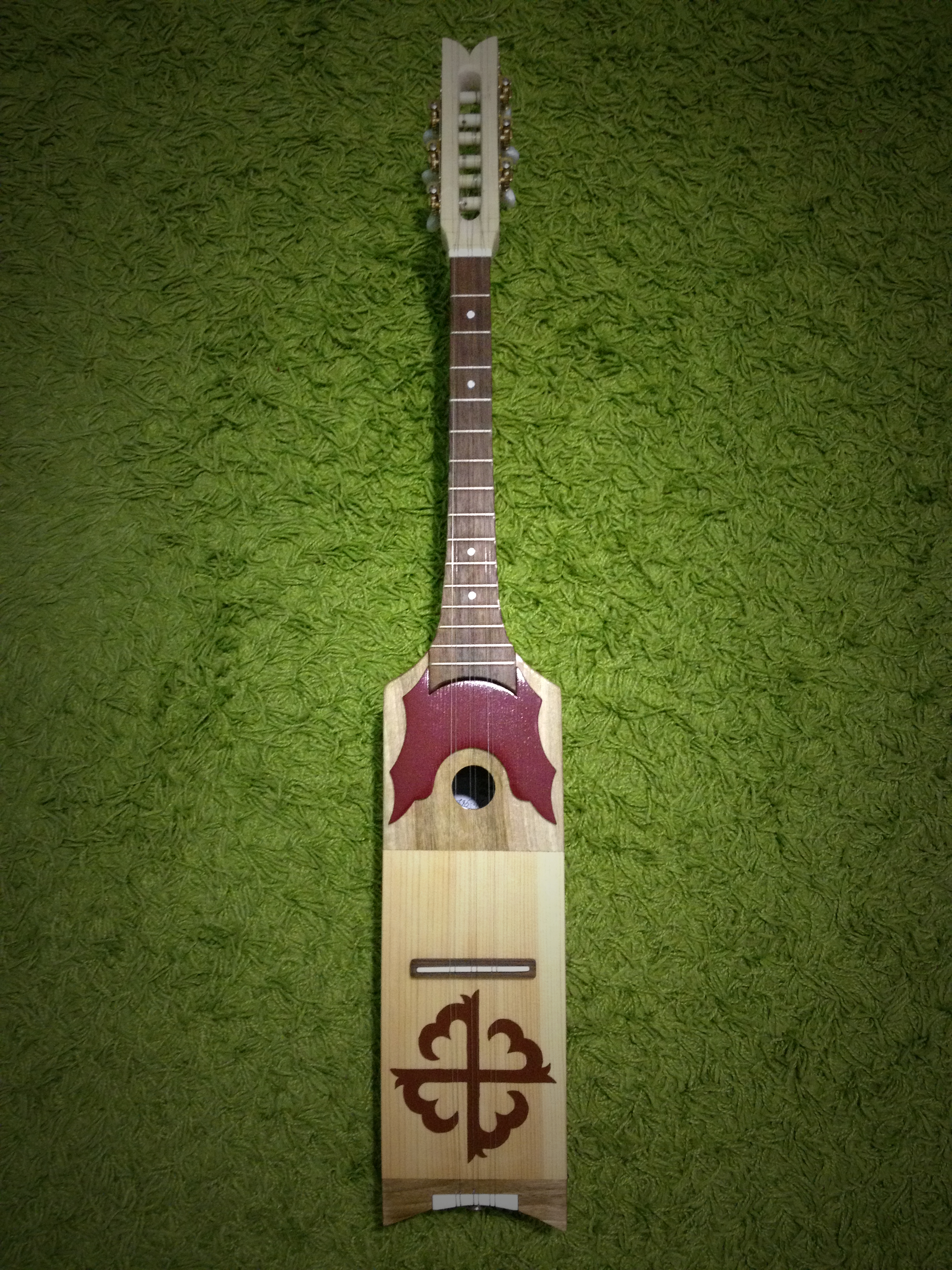
Пондар

Пондар (інші варіанти назви — дечиг-пондар, дечик-пондур) — народний струнний музичний інструмент чеченців, згодом запозичений і іншими народами Кавказу. Назва інструменту походить від чеченського «Пхоан» та «Дар», що дослівно — «Жив Дія», відповідне влаштуванню інструменту — штучно висушені жили на змичку дерев'яного корпусу. З появою акордеона, що чеченською мовою звучить як «Кехатпондар», пондар називають «дерев'яним» (чеченською — «дечко-пондар», Галайн-Чожським діалектом.
Інструмент має дерев'яний, видовбаний з одного шматка дерева корпус, і подовженої форми з плоскою верхньою та вигнутою нижньою декою, і традиційно виготовлявся з горіхового дерева.
Гриф пондара має лади, поріжками ладів на старовинних інструментах служили мотузкові або жильні поперечні перев'язі на грифі. Струни складалися з майстерно висушених жив тварин, що відбилося в його назві — від слів «Пхан» — жильний/жив і «дар» — дію, тобто, виготовлений з жили. Звуки на пондарі видобуваються пальцями правої руки, прийомами удару по струнах зверху вниз або знизу вгору, тремоло, брязканням та щипком. Його звук має м'який тембр Шелестящая характеру. Розміри пондара бувають від 750—900 мм. Мелодії складні, ритмічно своєрідні, і замість загальноприйнятого мажору або мінору для неї характерні дорійський та фригійський лади. Звук пондора м'який, шелестить. У руках майстра, пондар міг повідати слухачеві про що, під його звуки древні чеченські ілланчі виконували Іллі.
Інструмент має три або шість струн.
- Стрій 3-струнного пондара: c-d-g

Акорди пондара

- Стрій 6-струнного пондара: cc-dd-gg

## Використання
Традиційним жанром, що виконувався чеченськими музикантами на пондарі є іллі — героїко-епічні пісні чеченців . За переданням, Пондар воскрешав чеченських бійців у боротьбі проти полчищ Тамерлана, піднімав їх бойовий дух, і робив їх непереможними захисниками своєї землі.
У XX століття на хвилі популярності в СРСР адаптації народної музики для масових заходів, були здійснені спроби реконструкції пондара з метою посилення його звучності та можливості використання у народних оркестрах. Старовинний пондар зберіг свою форму проте був удосконалений у середині. Зокрема, для посилення його звуку стали застосовувати медіатори, а також були сконструйовані інструменти різних розмірів, що, відповідно. мали різний діапазон — пікколо, прима, альт, тенор і бас.
Найбільший внесок у розробку сучасних модифікацій пандору вніс композитор Георгій Мепурнов, випускник Московської консерваторії, що пов'язав свою творчу долю з Чечнею та працював там в тридцяті роки. Для реконструкції пондарів були залучені професор Московської державної консерваторії В. М. Бєляєв, завідувач навчальною частиною Грозненського музичного училища М. М. Халебський та музичний майстер-конструктор П. А. Шошин. 1936 року з ініціативи Г. Мепурнова був створений оркестр народних інструментів, який він очолив, в якому реконструйовані різновиди пондара використовувались поряд з іншими народними інструменнтами, що також зазнали модернізації — чондаргами, гармоніками, зурною та ударними.

## Споріднені інструменти
Пондар також був перейнятий у чеченців та сусідами-кавказцями. Так наприклад, збереглося чеченськое назви на грузинський лад — Пандурі, але пандурі таки був згодом видозмінений, і нині відрізняється за формою та звучанням від пондара, і тепер це споріднені, але різняться інструменти. Родинними інструментами пондару також є аварський Пандурі та осетинський фандир 